# بيورن لارسن
بيورن لارسن (بالنرويجية البوكمول: Bjørn Larsen)‏ هو اقتصادي وسياسي نرويجي، ولد في 3 أبريل 1922، وتوفي في 3 نوفمبر 2007. حزبياً، نشط في حزب العمال.